# Leucoloma perviride
Leucoloma perviride är en bladmossart som beskrevs av Brotherus 1910. Leucoloma perviride ingår i släktet Leucoloma och familjen Dicranaceae. Inga underarter finns listade i Catalogue of Life.